# Mouvement pour l'organisation de la Bretagne
Pour les articles homonymes, voir MOB.
 (février 2008).
Si vous disposez d'ouvrages ou d'articles de référence ou si vous connaissez des sites web de qualité traitant du thème abordé ici, merci de compléter l'article en donnant les références utiles à sa vérifiabilité et en les liant à la section « Notes et références ».
Le Mouvement pour l’organisation de la Bretagne (MOB) est un ancien mouvement fédéraliste breton fondé en 1957 et qui disparut à la fin des années 1960.

## Historique
Le mouvement est créé en 1957 par Yann Fouéré, dont il est le leader jusqu'en 1969. 
Le MOB a un caractère relativement informel : plus mouvement que parti, il regroupe des militants venus d'horizons très différents, dont des notables gaullistes comme Yann Poilvet futur directeur de Notre République. Il entend réunir l'ensemble des Bretons autour d'un projet fédéraliste et se proclame apolitique. Dès sa fondation, le MOB est travaillé par de multiples contradictions, les éditoriaux de son journal alternant, selon les auteurs, entre nationalisme, régionalisme et gaullisme. 

## Galerie

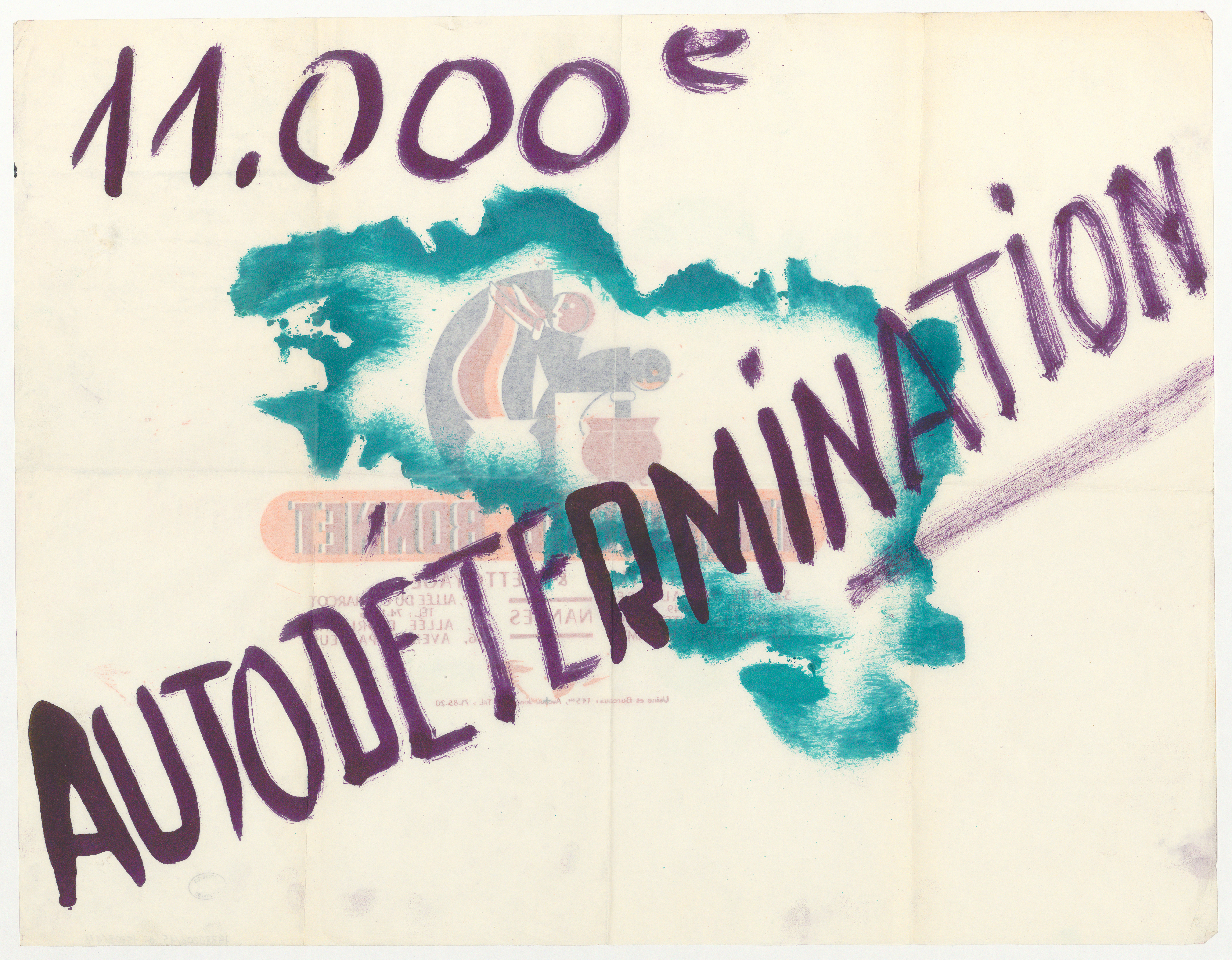
Affiche sur l'autodétermination de la Bretagne saisie par la police lors de la visite du général de Gaulle (septembre 1960)
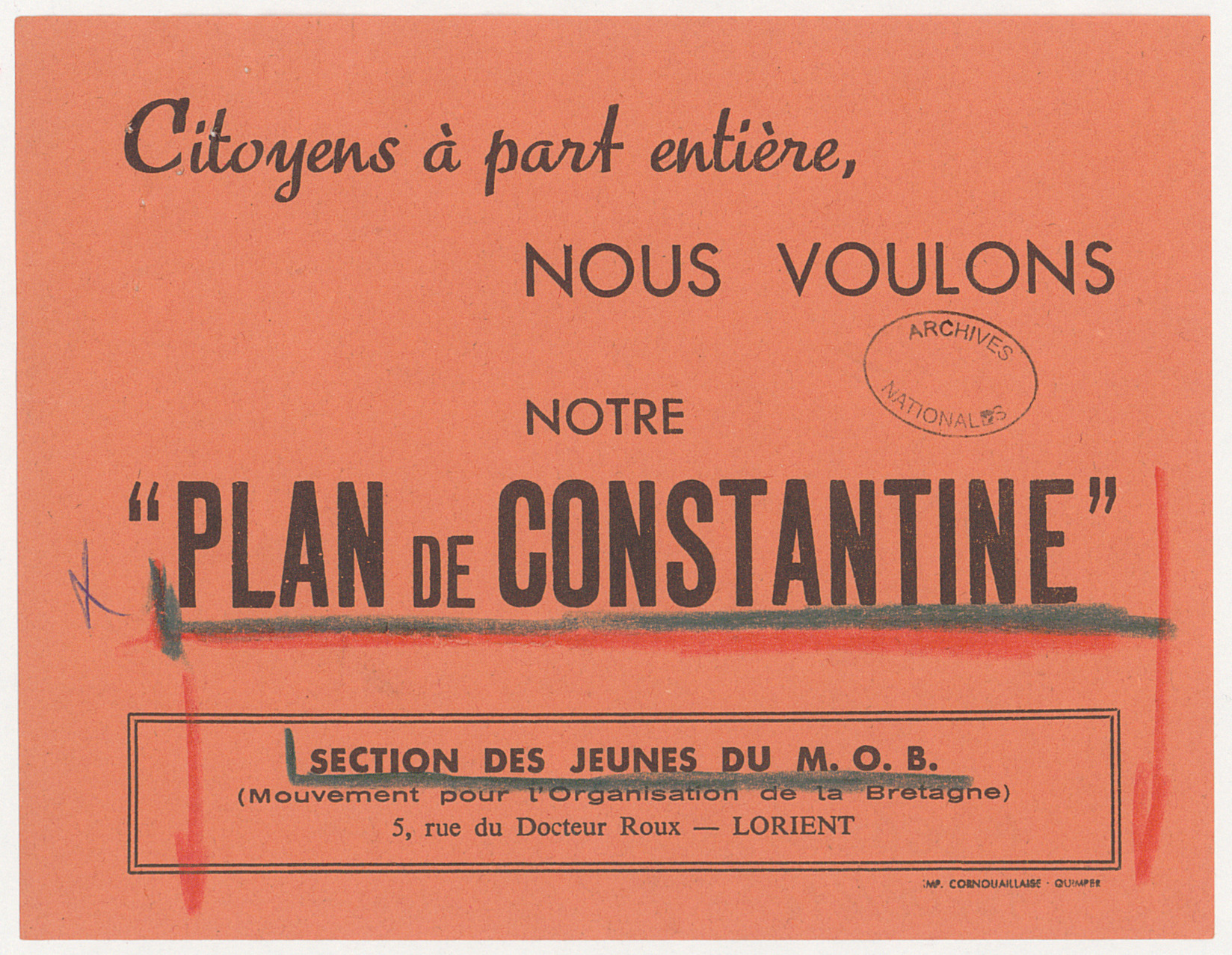
Tract saisi par la police lors de la visite du général de Gaulle (septembre 1960)
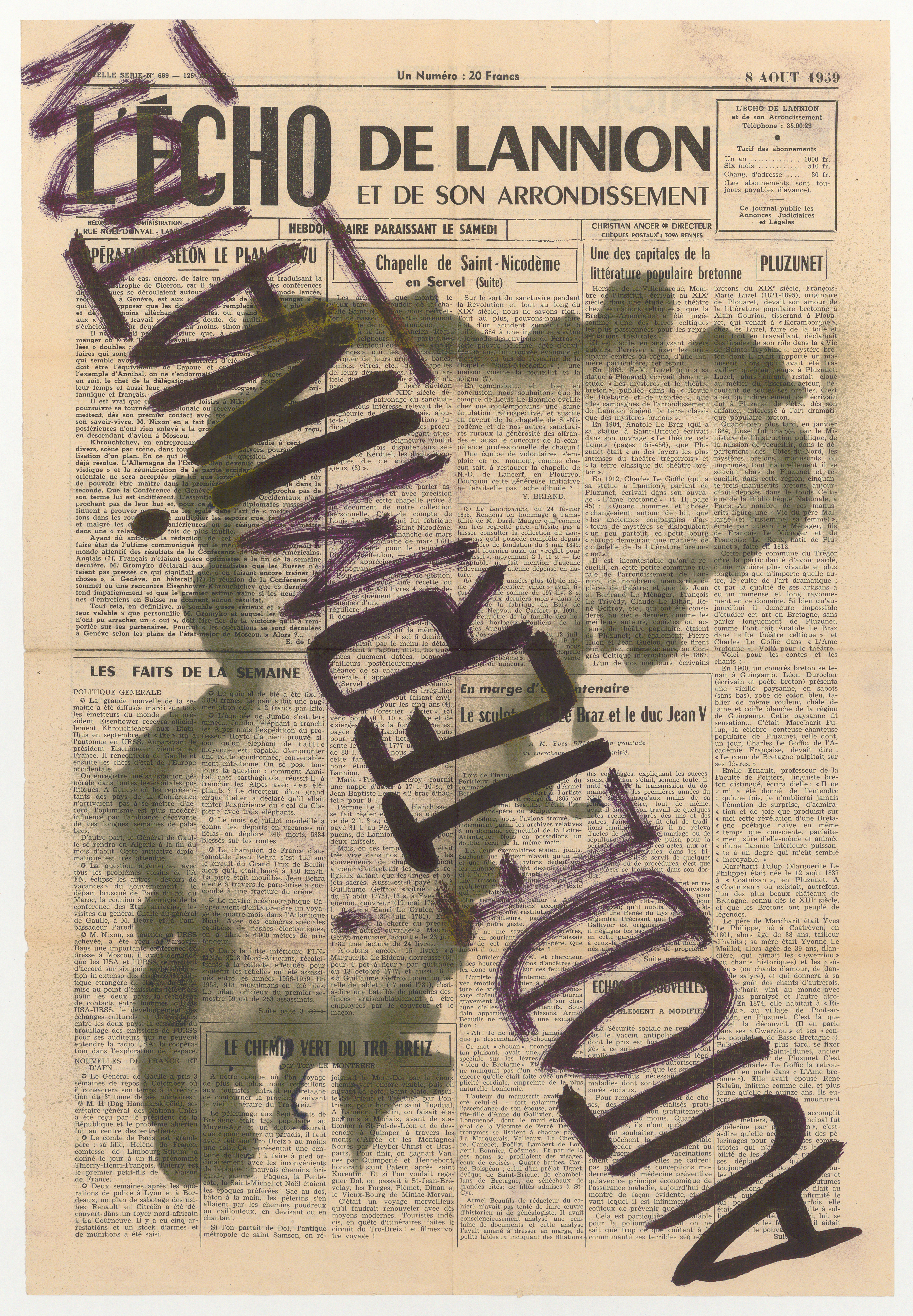
Journal tagué "autodétermination" saisi par la police lors de la visite du général de Gaulle (septembre 1960)

Cette position cristallise l'opposition avec les jeunes du mouvement et notamment ceux de la section de Rennes. La crise latente aboutit en 1963 au départ d'une quinzaine de militants qui créent l'Union démocratique bretonne. Bien que limitée numériquement, cette scission ébranle durablement le MOB en le privant de son influence - certes déjà assez limitée - dans le milieu étudiant.
Après 1964, le mouvement se radicalise progressivement au fur et à mesure que ses éléments modérés le quittent. Après quelques ouvertures du côté de la gauche - il demande vainement son intégration dans le Comité d'action bretonne en 1963 - le MOB analyse la situation bretonne dans le cadre d'une opposition entre « nations prolétaires » et « nations bourgeoises. » En 1964, le MOB présente des candidats aux élections cantonales mais n'obtient que des résultats confidentiels. Une nouvelle expérience en 1968 - en alliance avec Sav Breizh n'est pas plus concluante.
Après 1965, les activités du mouvement se réduisent à la seule publication de L'Avenir de la Bretagne.

## Sav Breizh
Le journal Sav Breizh réunit de jeunes militants du MOB qui refusent dans un premier temps de suivre la scission de l’UDB. La revue publie 35 numéros de 1969 à 1975. Elle a une influence certaine sur le mouvement breton des années 1970. Le Parti pour l'organisation de la Bretagne libre, créé en 1982 est l'héritier de Strollad ar Vro, lui-même héritier de la branche nationaliste du MOB.